# Fury 325
Fury 325 is een stalen achtbaan die is gefabriceerd door Bolliger & Mabillard. De attractie staat in Carowinds in Charlotte, North Carolina.
De hoogte van deze achtbaan is 325 voet (99 meter) en de snelheid is 95 mijl per uur (153 km/u). Fury 325 werd uitgeroepen tot de beste stalen achtbaan in de 2016 Golden Ticket Awards, waarmee de zesjarige periode van Millennium Force werd afgesloten.

## Geschiedenis
De eerste plannen voor een dergelijke achtbaan werden gemaakt in 2012, maar de bouw werd pas op 22 augustus 2014 aangekondigd door parkeigenaar Cedar Fair Entertainment Company. Op 29 september 2014 werd het eerste deel aangelegd en 4 maart 2015 was de eerste testrit. Op 25 maart 2015 werd de achtbaan onder persaandacht officieel geopend.
Op vrijdag 30 juni 2023 sloot Carowinds de achtbaan nadat er een scheur was ontdekt in een van de ondersteuningen.  Niet lang hierna heropende de baan weer.